# Titine et Totor
Pour plus de détails, voir Fiche technique et Distribution.
Titine et Totor est un film muet français réalisé par Léonce Perret, sorti en 1911.

## Fiche technique
- Titre : Titine et Totor
- Réalisation : Léonce Perret
- Scénario :
- Photographie :
- Société de production : Société des Etablissements L. Gaumont
- Pays d'origine :  France
- Format : Noir et blanc — 35 mm — 1,33:1 — Muet
- Genre : Comédie
- Métrage : 157 mètres
- Durée : 5 minutes
- Dates de sortie :
  -  France : 1er mars 1911

## Distribution
- Valentine Petit : Titine
- Léonce Perret : Totor, le plombier